# ソチカルコ
座標: 北緯18度48分14秒 西経99度17分45.3秒 / 北緯18.80389度 西経99.295917度
ソチカルコまたはショチカルコ（Xochicalco）は、メキシコのモレロス州にある先コロンブス期の遺跡。古典期後期（650年-900年）に繁栄した。
中央メキシコ以外にマヤなど他の文明の影響が見られる。保存状態が非常によく、アステカ以前の中央メキシコの文明を知るための重要な遺跡である。
1999年に世界遺産に登録された。

## 概要
ソチカルコ（ショチカルコ）とはナワトル語で「花(xōchitl)の家(calli)のある場所(-co)」を意味し、ソチカルコを代表する建造物である羽毛の蛇の神殿が華やかに装飾されていることにちなむ。
ソチカルコ遺跡はモレロス州都クエルナバカの南西の丘の頂上と斜面に位置している。丘は周辺から120メートルほど高くなっており、漆喰で造られた擁壁によって、遺跡全体が巨大なピラミッドのように見える。
ソチカルコは古典期後期（Epiclassic, 650（700）年-900年ごろ）に中央メキシコの主要な都市のひとつとして栄えた。同時期に栄えたほかの都市にカカシュトラやテオテナンゴがある。当時はテオティワカンが衰え、中央メキシコに権力の空白が生じた不安定な時代だった。ソチカルコの立つ丘の周辺には外敵から自衛するために城壁や堀を築いていた。盛期には10000人から15000人の人口があった。
900年ごろに外敵の侵入ないし反乱によってソチカルコの町は破壊され、放棄された。アステカ時代にすでに遺跡になっていたが、アステカではここを墓地として使用した形跡があるという。放棄されて以来、人がほとんど住まなかったこと、1922年に考古学地域として保護されたことによって、ソチカルコの遺跡はよく保存された。
ソチカルコについては16世紀のベルナルディーノ・デ・サアグンがすでに記述しているが、1791年にホセ・アントニオ・アルサテ・イ・ラミレスが詳細に記述してから広く知られるようになった。1910年にはじめて羽毛の蛇の神殿の発掘が行われた。
1992年からメキシコ国立人類学歴史研究所による調査発掘と保存作業が行われた。

## 主要なモニュメント

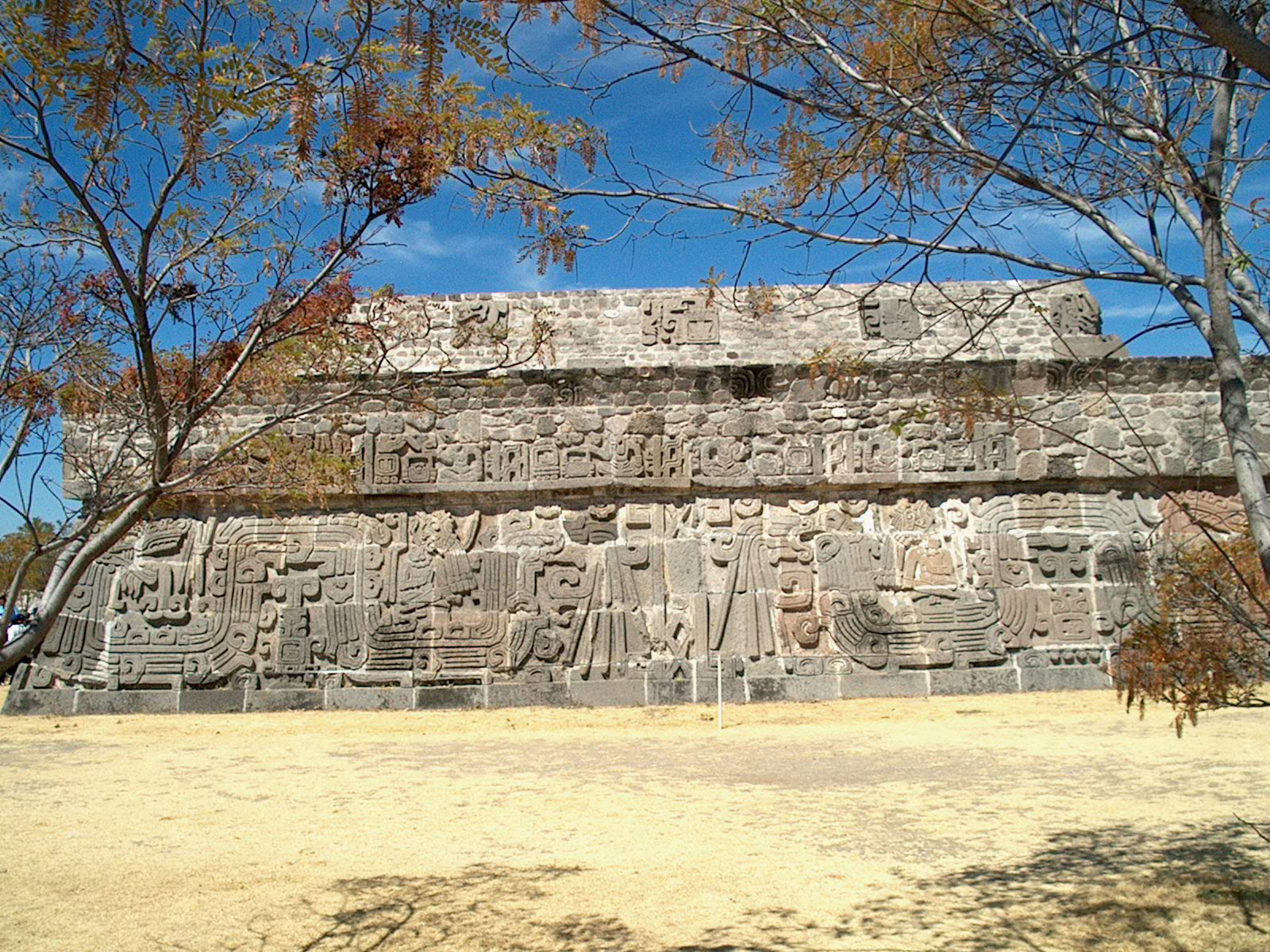
羽毛の蛇の神殿

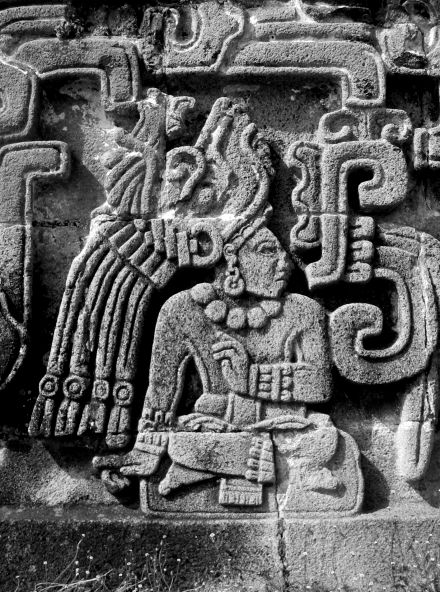
マヤ風人物

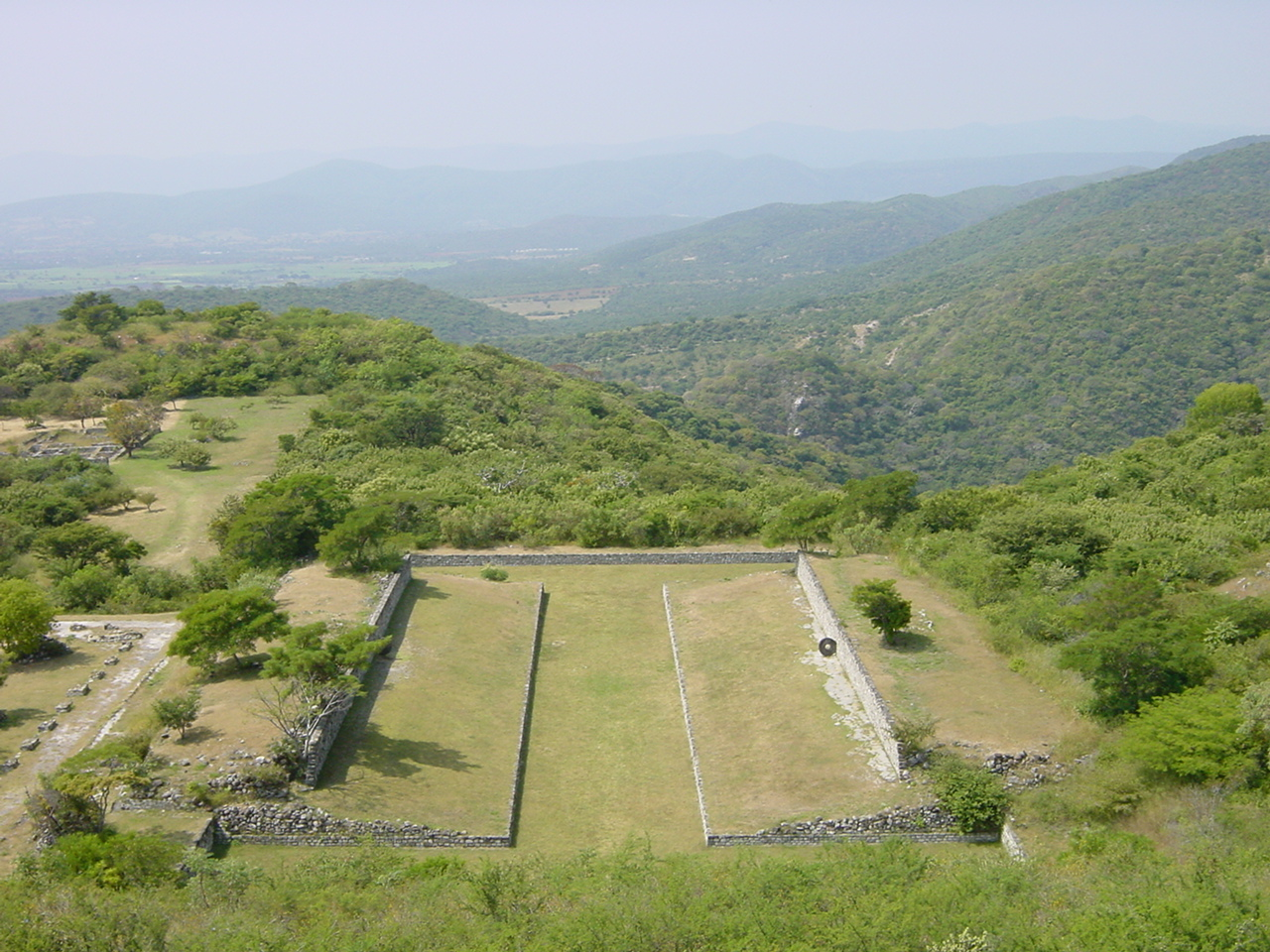
南の球戯場

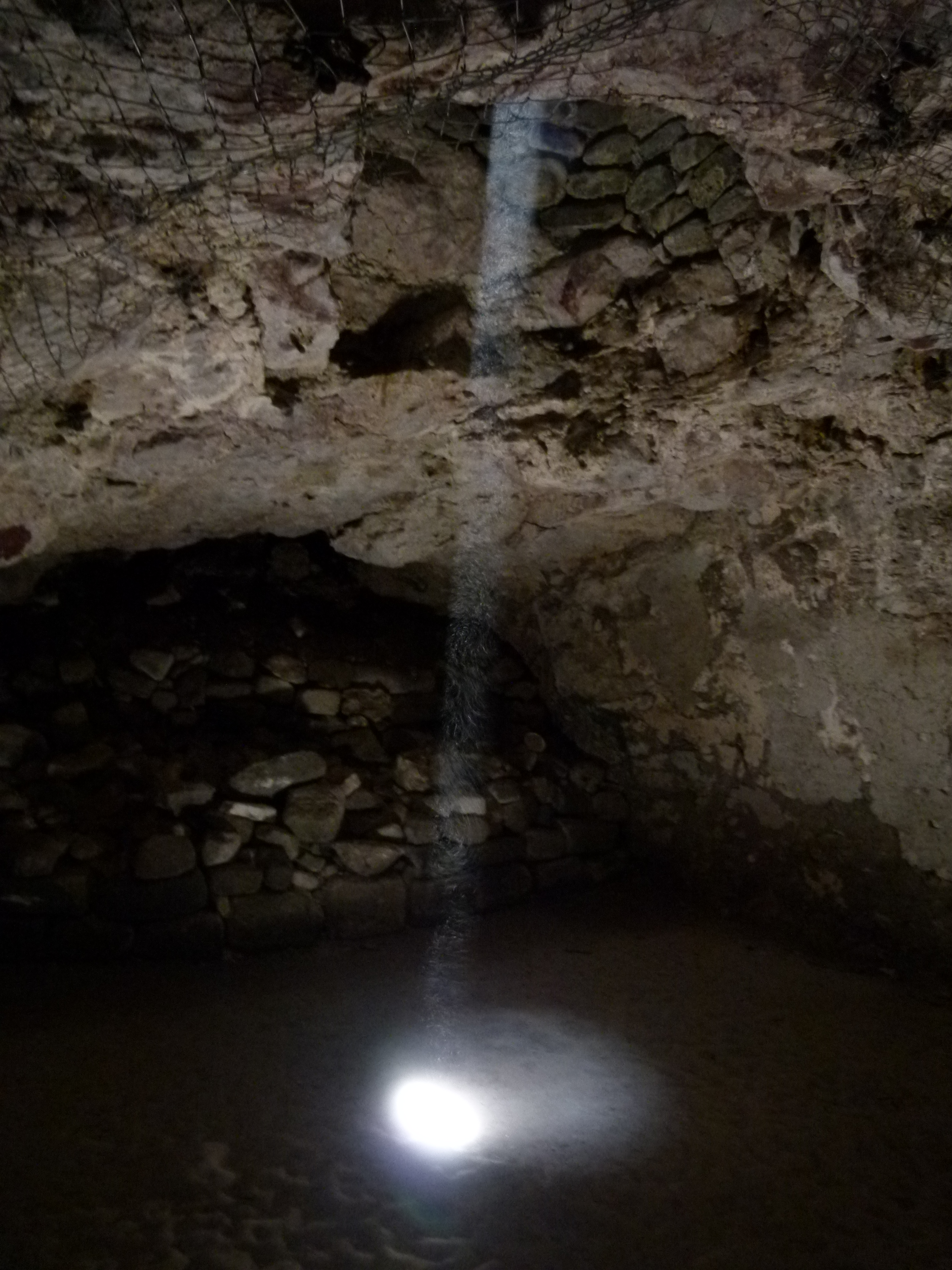
天文観測所

ソチカルコで最大の建築物である大ピラミッドは、2つの日付を刻んだ石碑のある広場の上に建っている。
もっとも有名な建造物は、羽毛の蛇の神殿と呼ばれ、タルー・タブレロ様式で造られた基部の上に神殿（下部のみ残る）が建っている。神殿と基部は豪華なレリーフで覆われている。タルー・タブレロのタルーの部分に8匹の羽毛の蛇がうねる様子が描かれており、これが建物の名称の由来になっている。人物の絵は耳輪、首飾り、大きな頭飾りをつけたマヤの様式で描かれている。突き出したタブレロ部分にはソチカルコによって征服された30の都市と思われるものが記されている。神殿にも軍事的な主題の絵が描かれている。
羽毛の蛇の神殿の近くでは首のない（おそらく斬首された）人間の胸から心臓を取り出して犠牲として捧げる様子を描いた像が出土している。ほかにアステカと同様の「新しい火の祭り」（52年のカレンダー・ラウンドの変わり目に行う儀式）を描いた像がある。
ソチカルコからは3つの球戯場が発見されている。とくに南の球戯場は大きい。
天文観測所は採石場を利用して造られ、部屋の屋根部分に筒状の穴があいている。4月30日から8月13日までの105日間のみここから日が射しこみ、残り260日は日が射さない。
ソチカルコの3つの石碑には3人の王の名や誕生・即位・没年などが記されている。このような石碑は中央メキシコでは珍しく、マヤないしサポテカの習慣を借りたもののようである。

## 登録基準
この世界遺産は世界遺産登録基準のうち、以下の条件を満たし、登録された（以下の基準は世界遺産センター公表の登録基準からの翻訳、引用である）。
- (3) 現存するまたは消滅した文化的伝統または文明の、唯一のまたは少なくとも稀な証拠。
- (4) 人類の歴史上重要な時代を例証する建築様式、建築物群、技術の集積または景観の優れた例。